# 奧爾良的夏洛特-阿格萊亞
奧爾良的夏洛特-阿格萊亞（法語：Charlotte-Aglaé d'Orléans，1700年10月20日—1761年1月19日），摩德納公爵夫人，奧爾良公爵菲利普二世的女兒。

## 家庭
1721年，夏洛特-阿格萊亞和摩德納公爵里納爾多·埃斯特的長子法蘭西斯科結婚，兩人共有2子4女：
1. 瑪麗亞·特蕾莎（1726年—1754年）
2. 埃爾科萊（1727年—1803年）
3. 瑪蒂爾德（英语：Matilde d'Este）（1729年—1803年）
4. 瑪麗亞·佛圖娜塔（英语：Maria Fortunata d'Este）（1731年—1803年）
5. 貝內迪托·菲利波（1736年—1751年），早逝
6. 瑪麗亞·埃麗莎貝塔（1741年—1774年）